# Contorsionismo

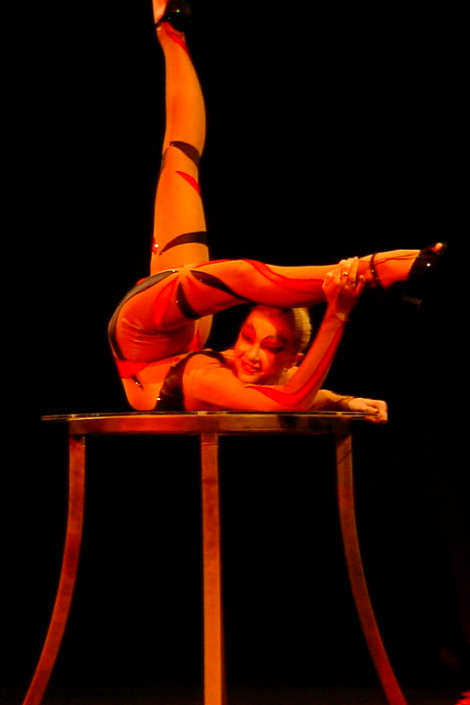

El contorsionismo es la práctica de diversos ejercicios (o contorsiones) en los que personas con gran elasticidad y/o flexibilidad (contorsionistas) adoptan ciertas posturas de enorme dificultad y prácticamente imposibles para la gran mayoría de las personas; la esencia de estas posturas radica fundamentalmente en doblar las articulaciones en sentido inverso con facilidad o bien prolongar el margen dinámico del movimiento natural en ellas.
La práctica del contorsionismo constituye un espectáculo ampliamente reconocido y admirado en todo el mundo. Desde la antigüedad, ha perdurado hasta nuestros días encontrándose contorsionistas en la mayoría de los circos que aún recorren el mundo. A medida que se ha ido consolidando Internet como punto de encuentro, son muchas las personas nunca iniciadas que osan probar su flexibilidad o intercambian experiencias en diversos foros, por lo que cabe pensar que el contorsionismo perdurará en el futuro.
La gran mayoría de los contorsionistas son mujeres, quizás debido a que su anatomía les concede mayor flexibilidad. No obstante hay hombres que también practican este ejercicio.
Un alto porcentaje de contorsionistas son menores de 10 años, edad óptima para la iniciación al contorsionismo gracias a su mayor flexibilidad.
Existe una jerga o argot entre las personas que disfrutan del contorsionismo, derivado del inglés debido a la amplia cobertura internacional de cuantos participan de este arte. Por ello muchos de los términos que se describirán a continuación no tienen traducción reconocida al castellano, de modo que se emplearán directamente las palabras del argot antes mencionado.

## El contorsionismo en el cuerpo humano
Los ejercicios de contorsionismo constituyen una forma de espectáculo debido a la capacidad de quienes lo practican para doblar sus extremidades de manera inusual. Solo un pequeño porcentaje de la población mundial tiene esta flexibilidad de manera natural; en la jerga propia del contorsionismo se las denomina double-jointed people. Se trata de personas que debido a su físico poseen una extraordinaria flexibilidad.
Una importante mayoría de los contorsionistas han conseguido su flexibilidad con trabajo y dedicación, lo que puede denominarse flexibilidad inducida. Dentro de este grupo podemos encontrar también personas que han practicado algún deporte, como la gimnasia rítmica, la gimnasia deportiva o el yoga. También aquellas que han practicado ballet o danza clásica han conseguido elevar su flexibilidad de forma gradual a lo largo de los años.
Se ha observado que los mejores contorsionistas han comenzado su preparación a muy temprana edad: es un hecho que el cuerpo humano se vuelve menos flexible con el paso de los años, por lo que la infancia constituye el mejor momento para iniciarse, manteniendo la flexibilidad durante toda la vida mediante ejercicios y entrenamiento. No obstante, no existe limitación alguna para comenzar a practicar contorsionismo en edades más avanzadas; tan sólo es necesaria una mayor dedicación. Pueden consultarse en diferentes foros de Internet las experiencias de personas de todas las edades que se inician en este hermoso ejercicio.
Es importante destacar que los ejercicios de contorsionismo no son apropiados para personas sin un mínimo de experiencia. Para conseguir el elevado grado de flexibilidad y equilibrio son necesarios muchos años de práctica y dedicación, con un entrenamiento que los profesionales realizan durante varias horas diarias. La dificultad de los ejercicios ha de ser impuesta de manera gradual.
El cuerpo humano es capaz de mejorar la flexibilidad gracias el ejercicio constante y continuado. Cabe resaltar también que una posterior ausencia de entrenamiento prolongada mermará nuevamente las capacidades de la persona.

## Ejercicios básicos de contorsionismo
En cualquier espectáculo de contorsionismo se ejercitan varias de las siguientes acciones:

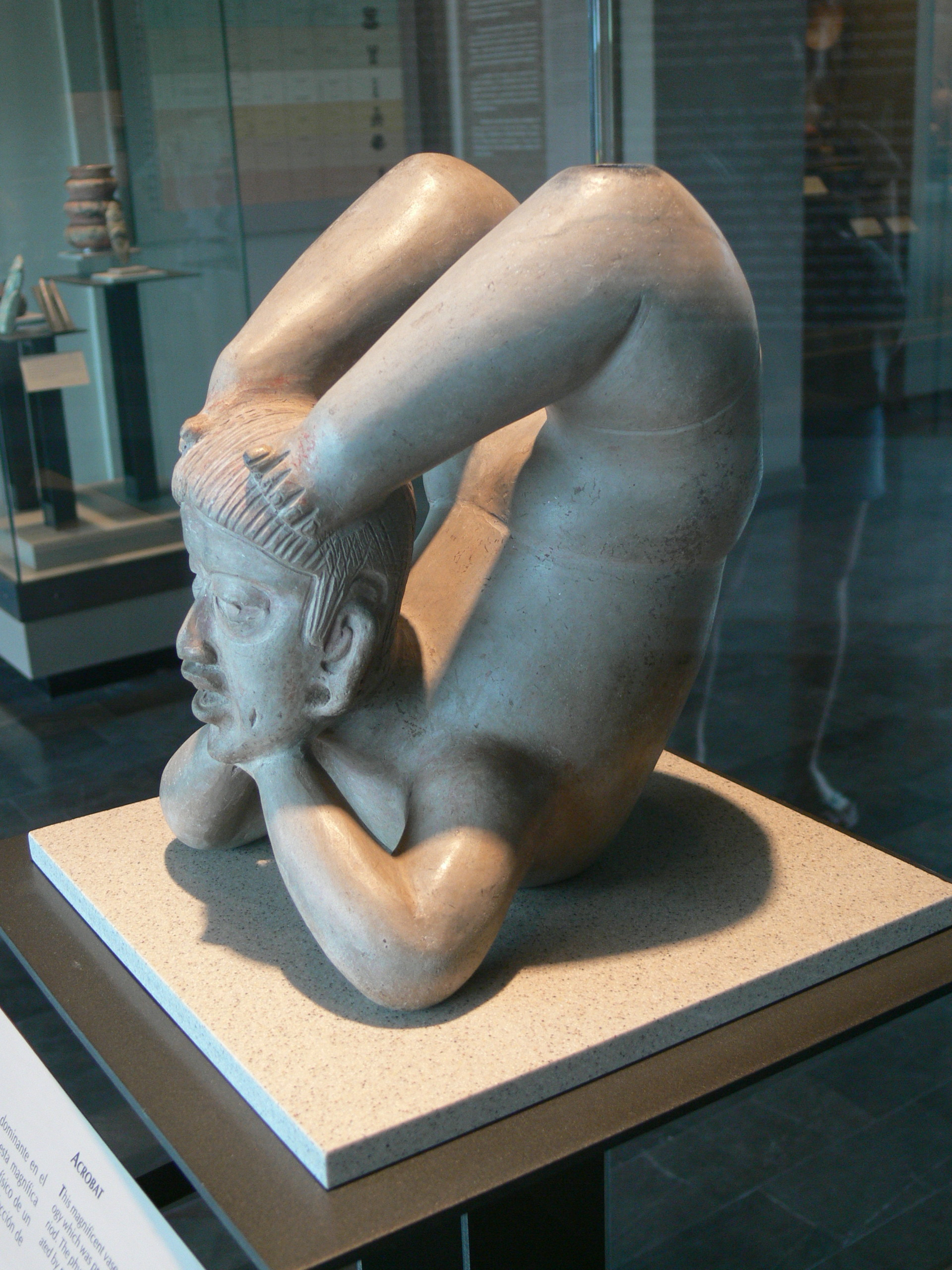
Backbend.

- Backbend o dorsodoblez: consiste en arquear la espalda en sentido contrario al habitual, hasta que de este modo se pongan en contacto los pies con la cabeza. Es uno de los iconos más clásicos y bellos del mundo del contorsionismo, que requiere además un importante sentido del equilibrio. A menudo se ejecuta directamente en el suelo, aunque existen algunas variaciones a este ejercicio.

- Cheststand o soporte de pecho:[2] para la adopción de esta postura el contorsionista se tumba en el suelo boca abajo, y posteriormente eleva las piernas tanto como le sea posible. Posteriormente coge sus pies con las manos, empujando así los pies hacia adelante, hasta que estos quedan completamente apoyados en el suelo. Por último el contorsionista estira las piernas tanto como le sea posible, de modo que en la postura final se encuentra apoyado en el suelo únicamente por su pecho y barbilla, con la espalda arqueada en sentido contrario, y puede verse sus propios pies (los talones). Es frecuente utilizar esta postura en ejercicios en grupo, para realizar una torre humana, y es habitual en los números de los contorsionistas orientales. Este mismo ejercicio puede realizarse también utilizando una barra vertical terminada en un material especial, que el contorsionista muerde mientras adopta la postura. De este modo, este se sujeta únicamente con su boca. También es típico de los artistas orientales.

- Handstand o pino:[3][4] en este ejercicio se parte previamente de una vertical invertida, donde el contorsionista se apoya sobre sus manos para después hacer descender sus pies por delante de su cabeza, arqueando así la espalda en sentido contrario al habitual. También es posible realizar este ejercicio apoyándose sobre zancos (canes). Pueden añadirse otros movimientos como quitarse o ponerse un sombrero con los pies, fumar un cigarrillo, ponerse unas gafas o lanzar una flecha con un arco.

- Elbowstand:[5] similar al anterior pero utilizando como base los antebrazos.

- Triple Fold o doblez triple:[6] considerado el ejercicio más difícil, consiste en adoptar la postura de cheststand y posteriormente arrodillarse sobre el suelo, manteniendo la cabeza erguida y entre las rodillas.

- Headseat o sillacabeza:[7][8] consiste en sentarse directamente sobre su propia cabeza, poniendo en contacto el trasero con la cabeza.

- Marinelli bend o dobleo Marinelli:[9][10] el contorsionista muerde una barra y así su único punto de apoyo lo constituye su dentadura. Es muy característico de los artistas orientales.

- Frontbend:[11][12] al contrario que el anterior, este ejercicio consiste en ser capaz de hacer pasar el torso y los brazos entre las piernas del contorsionista. Este ejercicio puede realizarse de pie, en cuyo caso el artista es capaz de ver su propio trasero, o sentado, de forma que simplemente coloca ambos pies tras la cabeza a modo de almohada. Esta última variación es conocida popularmente como knot (o nudo).

- Twist o torsión:[13] este ejercicio consiste en, sin mover la mitad inferior del cuerpo, ser capaz de girar la mitad superior. Ocasionalmente algunos artistas consiguen ángulos de giro superiores a los 90° y cercanos a los 180°.
- Split o separación: es un ejercicio similar al conocido spagat de danza clásica. El contorsionista trata de aumentar el ángulo de abertura de las piernas por encima de los 180°; es frecuente ver ángulos cercanos a los 270° en muchos espectáculos.
- Cualquier postura o asana propia del yoga. La más común es la posición del loto.
- Aunque más frecuente entre contorsionistas amateurs, otros ejercicios están basados en la flexibilidad de los dedos de las manos y sus muñecas, ampliando el margen de movimientos de los mismos.

## El número de contorsionismo
Todos los ejercicios anteriormente descritos se ejercitan dentro de un número de contorsionismo, que es una secuencia continua y organizada de los mismos con una duración aproximada de 4 o 5 minutos. Existen muchísimos números posibles, pero los más clásicos son:
- Número de Pedestal: el contorsionista se sube a una plataforma de reducidas dimensiones, de aproximadamente 1,50 m de altura y una base de no más de 1 m de lado, donde ejercita los movimientos anteriores. Para realizar el handstand sobre zancos, la plataforma o pedestal suele contener uno o varios agujeros donde el artista inserta estos. También se pueden utilizar para insertar la barra que permite realizar el ejercicio del backbend con la dentadura como único apoyo. Este pedestal suele tener unos pequeños peldaños para subir, aunque algunas veces no existen.

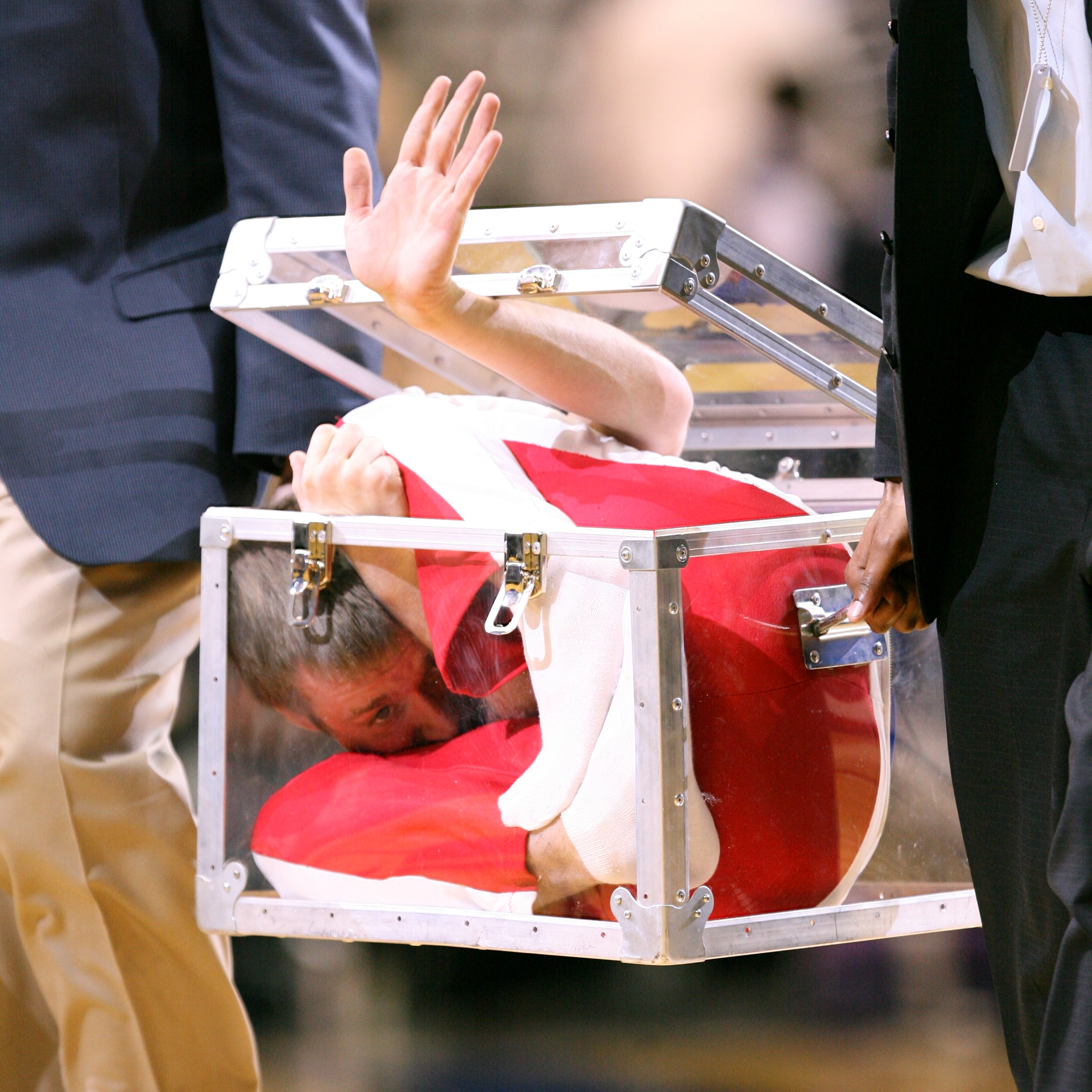
Un contorsionista realizando el acto de la caja.

- Acto de la muñeca o doll-act: el contorsionista trata de asemejarse a un muñeco con total flexibilidad, de modo que utiliza a otra persona que se encarga de mover sus extremidades en cualquier dirección, doblarle en cualquier postura e incluso introducirle en un baúl en una postura inusual.
- Acto de la caja o box-act: considerado uno de los ejercicios más difíciles, bello y peligroso de cuantos se ejecutan, en él el contorsionista se introduce en una caja (generalmente transparente) de muy reducidas dimensiones (menos de 1 m de lado). La geometría es muy variada, siendo la más común un simple cubo de metacrilato, donde no es suficiente mantener una posición fetal para caber enteramente, siendo necesaria la adopción de alguna postura de las comentadas anteriormente. Además de cajas, es frecuente utilizar maletas o baúles (en el acto de la muñeca). También hay números documentados donde los artistas se introducen en neveras o friegaplatos, cestos, etc.
- Cintas o pañuelos: el contorsionista realiza los ejercicios a varios metros de altura, utilizando para ello dos largas telas que cuelgan del techo del escenario. También se denomina contorsionismo aéreo o aerial contortion. Este ejercicio entraña una elevada peligrosidad por la ausencia de red protectora.
- En algunas ocasiones también hay artistas que realizan ejercicios de contorsionismo en el trapecio. En este contexto, existe un trapecio especial para contorsionistas en forma de aro llamado spanish web o red española. En él existen a veces elementos adicionales de apoyo como pequeños trozos de cuerda o una barra adicional.

Estos ejercicios suelen realizarse casi siempre completamente descalzo, para tener mayor facilidad en los movimientos.
Por otro lado, y aunque muchos contorsionistas realizan sus números solos, hay algunas ocasiones en las que se presentan un equipo formado por 2, 3 o más contorsionistas. En este último caso es frecuente ver que realizan sus ejercicios utilizándose los unos a los otros como apoyo, construyendo verdaderas torres humanas.

### Elementos necesarios
Para la realización de los números de contorsionismo el artista puede o bien presentar su espectáculo utilizando únicamente su cuerpo como elemento, o bien valerse de los siguientes instrumentos:
- Pedestal: superficie plana de madera, plástico, metacrilato o metal, de reducidas dimensiones y mediana altura. Dimensiones típicas son una superficie de 1 m² y altura de 1.5 m. Para el acceso, el contorsionista puede valerse de peldaños incorporados al pedestal o bien subir por su propio esfuerzo directamente desde el suelo.
- Zancos (canes): consisten en dos barras rígidas (de longitud variable), generalmente metálicas, que se colocan en posición vertical perpendicular a la superficie o pedestal donde son insertadas. En el extremo contrario poseen unua empuñadura plana y dura donde el contorsionista coloca sus manos para realizar ejercicios de handstand. Una variante de los zancos consiste en una barra rígida con una empuñadura más blanda que el contorsionista muerde para realizar un backbend sujetándose únicamente con su boca.
- Prismas: pequeñas cajitas que el contorsionista puede colocar sobre las empuñaduras de los zancos mientras realiza el ejercicio de handstand, las cuales típicamente le proporciona un ayudante, y que permiten ir subiendo progresivamente la altura.
- Trapecio, aro o spanish web: permiten la realización de contorsionismo aéreo, a varios metros de altura sobre el suelo. En el caso del spanish web, éste consiste en un aro con una barra colocada cerca de su diámetro, y que generalmente contiene una correa que el contorsionista utiliza para introducir un pie o una mano y realizar así algún ejercicio.
- Contenedor: generalmente transparente (metacrilato), donde el contorsionista realiza el número de box-act. Puede ser también una maleta, un baúl o cualquier habitáculo de reducidas dimensiones como un electrodoméstico convencional.
- Flores: aunque es el elemento más típico, también son válidos otros objetos pequeños como por ejemplo vasos. Son utilizados por los contorsionistas para cogerlos con la boca mientras realizan un backbend permaneciendo con los pies pegados al suelo. El objeto se coloca entre sus piernas en el suelo, y el artista va progresivamente descendiendo en backbend hasta alcanzarlo.
- Sombrero: y otros elementos como pipas, tazas, cigarrillos, gafas... que los contorsionistas manejan mientras realizan ejercicios, generalmente de backbend combinados con handstand sobre zancos.

### Vestuario
Es frecuente que los números de contorsionismo se realicen descalzo por varios motivos. En primer lugar, proporciona mayor comodidad en la adopción de las diferentes posturas; además, contribuyen en la firmeza y sujeción y evitan resbalones. Por último en ejercicios como box-act resulta evidente que cualquier calzado contribuye negativamente ocupando espacio innecesario.
En cuanto a las vestiduras, resulta típico en los espectáculos de contorsionismo que el artista se vista con mallas ajustadas, también para facilitar los ejercicios. Además, en el bajo del pantalón (a la altura de los tobillos) es muy común que exista un pequeño cordón que se ata al dedo medio del pie, para evitar que con posturas invertidas los pantalones se suban y dejen la pierna al descubierto, con la consiguiente molestia para la realización del ejercicio.

## Verdades y mitos
A lo largo de la historia, son muchas las leyendas urbanas que se han ido popularizando en torno al mundo del contorsionismo. En la mayoría de los casos, la causa es simplemente la falta de conocimiento en materias de fisiología y anatomía. En otras ocasiones, son tergiversaciones de algunos números realizados por contorsionistas a fin de incrementar un halo de misterio en torno a su figura.
- Mito: los contorsionistas se aplican aceites de serpiente y beben ciertos elixires para ser más flexibles. Mitificado en el siglo XIX, es completamente falso, ya que la flexibilidad extrema de los contorsionistas es en la mayoría de las veces fruto de una herencia genética o un entrenamiento intenso (o ambos).

- Mito: los contorsionistas tienen más articulaciones que las personas normales. Falso, ya que todas las personas tienen el mismo número de articulaciones.

- Mito: el contorsionista nace, no se hace. Afortunadamente también es falso, ya que ciertas personas, con un entrenamiento muy intenso, son capaces de adquirir flexibilidad extrema. Por ejemplo, la gimnasta rusa Alina Kabaeva cuenta que en sus inicios fue muy duro para ella introducirse en el mundo de la gimnasia rítmica por su complexión física. Hoy día está considerada la gimnasta más flexible del mundo. Gracias a su esfuerzo durante años Alina adquirió flexibilidad más que suficiente para competir en grandes torneos y llegar inclusive a Atenas 2004, donde ganó el oro.

- Mito: el contorsionismo es un enfermedad. Este es un punto muy debatido ya que existe cierta enfermedad que ciertamente, consiste que la dislocación de los huesos aun sin la más mínima fuerza, pero como dice el punto anterior, el contorsionista, puede crearse, desafiando al cuerpo a un intenso trabajo que incluye dislocaciones.

## El contorsionismo en la actualidad
En nuestros días, el contorsionismo es una actividad que se sigue practicando con tanto o mayor entusiasmo. La gran cantidad de información multimedia junto con la existencia de foros de discusión que ofrece la red Internet, han hecho posible que hoy día sean muchas las personas amateurs que se atreven a probar e incluso a practicar regularmente este arte. 
Es posible encontrar páginas web personales con fotografías propias de contorsionistas no-profesionales, las cuales registran un gran número de visitas diariamente. En muchas de ellas es posible además añadir comentarios y sugerencias, que son agradecidos por sus protagonistas. Existen también multitud de sitios web de pago, que incluyen contenidos multimedia que en su práctica totalidad tratan del contorsionismo femenino. Tales son los beneficios comunicativos que ofrece Internet, que algunos contorsionistas no-profesionales trabajan ahora en sesiones fotográficas para estos sitios web. 
Actualmente existe un récord Guiness de permanencia dentro de un recipiente cúbico de metacrilato (box act) realizado en la TV alemana por Leslie Tipton, Bonnie Morgan y Daniel Browning; los tres juntos permanecieron 2 min y 35 s en el interior del cubo.
Una de las últimas iniciativas que han surgido gracias al fenómeno de Internet es la posibilidad de poner en contacto a contorsionistas amateurs y profesionales de todo el mundo. En este sentido ha surgido la edición de la Convención Internacional de Contorsionismo (ICC - International Contortion Connection). Estas jornadas se han venido celebrando desde 1998 en Alemania, y en los días 26 a 28 de septiembre de 2006 se ha celebrado en Las Vegas (EE. UU.) la cuarta edición de la ICC.
Estas jornadas constituyen un encuentro entre contorsionistas profesionales y amateurs de todo el mundo, que intercambian todo tipo de experiencias, organizándose también debates y un pequeño espectáculo donde todos participan.

## Contorsionismo en el Circo
En la actualidad, el Contorsionismo es un número típico en los circos alrededor del mundo. 

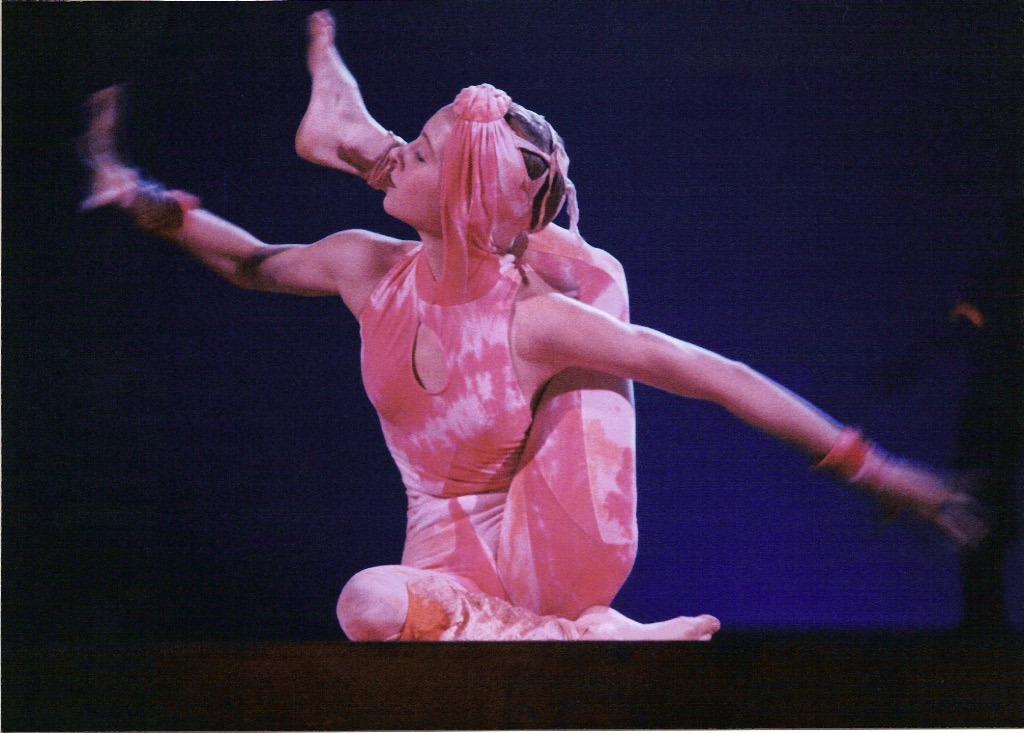
Una acróbata de Nouvelle Expérience se contorsiona en dicho acto.

Incluyendo al Cirque du Soleil, que incluye este número en diferentes espectáculos como Nouvelle Expérience, Alegría, Kooza, los Golden Dragon Acrobats y antiguamente en Saltimbanco, etc. También cuenta con una versión alternativa, la Contorsión Aérea en Seda en Quidam.

## Contorsionistas célebres
Sin duda se pueden contar por miles el número de personas que en todo el mundo practican contorsionismo, tanto profesionales como amateurs. Teniendo presente el alto grado de espectacularidad que todos ellos consiguen, pueden enumerarse algunas de las celebridades más conocidas:
- Troy James: contorsionista canadiense, conocido por su actuación en la temporada 13 del America's Got Talent, además de su actuación como Rag Doll en la serie televisiva de The Flash (serie de televisión). Uno de sus méritos más grandes fue el de haber realizado su papel de Rag Doll sin casi usar imágenes generadas por computadora.[14]

- Magdalena Stoilova: contorsionista búlgara, conocida por el famoso "MaggiBend" y "FlowerAct". Es una de las mujeres con más flexibilidad del mundo: www.MaggiShow.com
- Leslie Tipton, Bonnie Morgan y Daniel Browning: este trío de contorsionistas superaron su propio récord Guiness de permanencia dentro de un contenedor de metacrilato realizando el número de box-act durante más de 2 minutos y medio. Además de reunirse para este evento, todos ellos poseen su propio espectáculo y algunos han participado incluso en la gran pantalla; así, Bonnie Morgan ha asumido el papel de contorsionista en películas como Minority Report (2002) o The Ring Two (2005), además de otras muchas series. Aunque todos ellos poseen una gran flexibilidad, Leslie Tipton se especializa en backbends, Bonnie Morgan en frontbends y Daniel Browning en twists'
- Ane Miren: contorsionista vasca, de reconocido prestigio en el mundo del circo,28 años actuando haciendo publicidad, cine, calle, teatro...actualmente se dedica a formar nuevas contorsionistas con su técnica personal.
- Kristina Kireeva: contorsionista rusa, procede de una familia dedicada por entero al mundo del circo. Actualmente trabaja en Son Amar Mallorca. Muestra una gran flexibilidad en toda clase de ejercicios: backbends, splits, frontbends.... Además de poseer un espectáculo propio también ha participado en numerosas sesiones fotográficas.
- Zlata: nombre artístico de la rusa Julia Gunthel, una de las contorsionistas más famosas de Internet, cuyo ambiente de trabajo se centra actualmente en sesiones fotográficas para sitios de pago en la red. Posee un gran repertorio de ejercicios, mostrando en todos ellos un alto grado de flexibilidad.
- Nadine Binette, Isabelle Chassé, Jinny Jacinto y Laurence Racine: grupo de contorsionistas que actualmente trabajan en uno de los espectáculos itinerantes del Circo del Sol (Cirque du Soleil). Su número conjunto se centra fundamentalmente en ejercicios de backbends sobre el suelo, destacando en concreto la realización de 4 cheststands apilándose una encima de la anterior formando una torre humana.
- Olga Pikhienko: ex-componente del equipo de gimnasia rítmica de la antigua Unión Soviética, modelo y contorsionista. Trabaja en el Cirque du soleil con su propio espectáculo, y ha participado también como modelo en diferentes sesiones fotográficas. Muestra una gran flexibilidad con toda clase de ejercicios; en su número más conocido realiza diferentes ejercicios de handstand sobre zancos (canes). Ha participado en diferentes programas de TV (Good morning, America, 2004) y películas (The Aprentice, 2004).
- Jasmine George: contorsionista australiana, de reconocido prestigio en el mundo del contorsionismo. Ha realizado fotorreportajes relacionados con este, además de asistir a las convenciones internacionales (ICC). Actualmente trabaja como artista de circo en México.
- Elena Lev: contorsionista rusa, mayoritariamente conocida por su participación en el espectáculo "Alegría" del Cirque du Soleil, llegando a ser uno de los rostros más característicos del circo. Elena combina la agilidad y la habilidad de un gimnasta con la flexibilidad de un contorsionista, la destreza de un malabarista y la gracia de una bailarina.
- Rey Patiño: Joven de origen colombiano, actualmente retirado de la profesión por problemas físicos